# Holger Hieronymus
Holger Hieronymus (* 22. Februar 1959 in Hamburg) ist ein ehemaliger deutscher Fußballspieler und -funktionär.

## Sportliche Laufbahn

### Vereinskarriere
Nach seiner Jugendzeit beim TuS Hamburg 1880 und dem FC St. Pauli, bei dem er bereits als Jugendlicher im bundesdeutschen Profifußball debütierte und in der Saison 1978/79 als Mittelfeldspieler Leistungsträger des FC St. Pauli in der 2. Fußball-Bundesliga war, wechselte er 1979 für eine Ablöse von 75 000 D-Mark zum Lokalrivalen Hamburger SV. Dort wurde er in der Saison 1979/80 die große Überraschung, da er zum Bundesligisten gekommen war, um zu lernen, sich aber in die Stammelf spielte und auch im Endspiel des Europapokals der Landesmeister im Mai 1980 in der Anfangsaufstellung stand. In der Saison 1980/81 stellte ihn HSV-Trainer Branko Zebec als Libero auf. In der Fußball-Bundesliga spielte er von 1979 bis 1984 121 Mal für den HSV. Mit den Rothosen wurde er 1982 und 1983 Deutscher Meister, stand 1982 im Finale des UEFA-Pokals und gewann 1983 den Europapokal der Landesmeister nach einem 1:0-Sieg im Finale gegen Juventus Turin.
Nach einem Zusammenprall mit Fritz Walter im Spiel gegen Waldhof Mannheim musste Hieronymus im April 1984 operiert werden: Innen- und Außenmeniskus im Knie waren gerissen, das Kreuzband beschädigt, es wurde des Weiteren ein Loch im Knorpel festgestellt. Schon unmittelbar nach dem Eingriff bestanden Zweifel, dass Hieronymus je wieder Leistungsfußball würde betreiben können. Er kehrte im Laufe des Jahres 1984 ins HSV-Mannschaftstraining zurück, sein Knie hielt jedoch nicht mehr der Belastung stand, zu Jahresbeginn 1985 stellte er einen Antrag auf Sportinvalidität.

### Auswahleinsätze
Hieronymus wurde 1976 in zwei Länderspielen der bundesdeutschen Juniorennationalmannschaft eingesetzt.
Nach den guten Leistungen in seinem Bundesliga-Premierenspieljahr 1979/80 und der Berufung in die B-Nationalmannschaft schaffte Hieronymus 1980 auch den Sprung ins erweiterte Aufgebot der deutschen A-Nationalmannschaft. Für diese spielte er 1981 und 1982 insgesamt dreimal und gehörte bei der WM 1982 dem Kader des Vizeweltmeisters auf Abruf an.

## Berufliche Laufbahn
Hieronymus wurde als Betreiber eines Sport- und Freizeitzentrums und ab März 1988 des Weiteren eines Rehazentrums tätig. Von Juni 1998 bis zum 31. August 2002 war er Sportvorstand beim Hamburger SV. Zuvor hatte er bereits Ende 1995 das Angebot vorliegen, HSV-Manager zu werden, es kam aber nicht zu einer Einigung. Im September 2001 wurde er nach der Entlassung von Frank Pagelsdorf trotz fehlender Bundesliga-Trainerlizenz Übergangstrainer des HSV und betreute die Mannschaft in zwei Spielen. Vom 1. Februar 2005 bis zum 31. Dezember 2012 war er Geschäftsführer Spielbetrieb bei der Deutschen Fußball Liga. Sein Nachfolger dort war Andreas Rettig.
Später war Hieronymus unter anderem zusammen mit Michael Oenning Gesellschafter eines Hamburger Unternehmens, das eine Internetseite für Fußballbewertungen betrieb.

## Leben
Am 16. April 2010 erlitt Hieronymus in seiner Wohnung in Frankfurt am Main eine Gehirnblutung und wurde daraufhin auf der Intensivstation eines Krankenhauses behandelt. Bereits fünf Wochen später begann er mit der Frührehabilitation.

## Erfolge
- Europapokal der Landesmeister 1983
- Deutscher Meister 1982
- Deutscher Meister 1983
- Europapokal der Landesmeister-Finalist 1980
- UEFA-Pokal-Finalist 1982